# Télécran (magazine)
Pour les articles homonymes, voir Télécran (homonymie).
Télécran est un magazine luxembourgeois lancé en 1978. Rédigé en grande partie en allemand, environ la moitié des pages est consacrée aux programmes TV.

## Histoire
Télécran est lancé le 21 janvier 1978 en tant que magazine télévision et loisirs luxembourgeois comme l'indique le sous-titre. Le titre est une contraction des mots « télévision » et « écran ». Dix mois plus tard, les Éditions Plus, qui l'ont lancé, sont au bord de la faillite.

## Contenu
Rédigé en grande partie en allemand, environ la moitié des pages est consacrée aux programmes TV.